# Liste der Einträge im National Register of Historic Places im Cook County (Illinois)/Chicago Süd

Lage des Cook County in Illinois

Die Liste der Einträge im National Register of Historic Places im Cook County in Illinois führt alle Bauwerke und historischen Stätten im Cook County auf, die in das National Register of Historic Places aufgenommen wurden.
Die Liste gliedert sich in fünf Teile:
- Liste der Einträge im National Register of Historic Places in Chicago-Zentrum
- Liste der Einträge im National Register of Historic Places in Chicago-Nord
- Liste der Einträge im National Register of Historic Places in Chicago-West
- Liste der Einträge im National Register of Historic Places in Chicago-Süd
- Liste der Einträge im National Register of Historic Places im Cook County außerhalb von Chicago

## Legende
| NRHP | Historic Place                      |
| HD   | Historic District                   |
| NHL  | National Historic Landmark          |
| NHLD | National Historic Landmark District |

## Aktuelle Einträge
In dieser Tabelle sind die NRHP-Einträge im Süden von Chicago aufgeführt, der größten Stadt des Cook County und des Staates Illinois. Unter der Rubrik "Ort" ist der jeweilige Stadtteil (Neighborhood) angegeben.
| [ 3 ] | Name                                                                 | Bild                                                                 | Eintragsdatum        | Lage | Ort                                     | Beschreibung                                                                                        |
| ----- | -------------------------------------------------------------------- | -------------------------------------------------------------------- | -------------------- | --- | --------------------------------------- | --------------------------------------------------------------------------------------------------- |
| 1     | Robert S. Abbott House                                               | Robert S. Abbott House                                               | 1976 ID-Nr. 76000686 | 4742 South Dr. Martin Luther King Jr. Drive 41° 48′ 36″ N, 87° 36′ 58″ W | Grand Boulevard                         | Wohnhaus von Robert S. Abbott, dem Gründer der Zeitung Chicago Defender                             |
| 2     | Armour Square                                                        | Armour Square                                                        | 2003 ID-Nr. 03000789 | Abgegrenzt durch West 33rd Street, West 34th Place, South Wells Street und South Shields Avenue 41° 50′ 1″ N, 87° 38′ 2″ W | Armour Square                           | |
| 3     | Auburn Gresham Bungalow Historic District                            |                                                                      | 2012 ID-Nr. 12000841 | Abgegrenzt durch South Paulina Street, West 78th Street, West 75th Street und South Winchester Avenue 41° 45′ 17,2″ N, 87° 40′ 8,4″ W | Auburn Gresham                          | Teil der MPS Chicago Bungalows                                                                      |
| 4     | AVR 661                                                              |                                                                      | 1980 ID-Nr. 80001342 | Calumet Harbor 41° 39′ 43″ N, 87° 34′ 30″ W | South Deering                           | |
| 5     | Belmonte Flats                                                       |                                                                      | 1998 ID-Nr. 98000063 | 4257-4259 South Dr. Martin Luther King Jr. Drive und 400-412 East 43rd Street 41° 49′ 1″ N, 87° 36′ 58,9″ W | Grand Boulevard                         | |
| 6     | Calumet Park                                                         | Calumet Park                                                         | 2003 ID-Nr. 03000788 | 9801 South Avenue G 41° 43′ 0″ N, 87° 31′ 41″ W | East Side                               | |
| 7     | Chicago Beach Hotel                                                  | Chicago Beach Hotel                                                  | 1986 ID-Nr. 86001193 | 5100-5110 South Cornell Avenue 41° 48′ 8″ N, 87° 35′ 13″ W | Hyde Park                               | |
| 8     | Chicago Bee Building                                                 | Chicago Bee Building                                                 | 1986 ID-Nr. 86001090 | 3647-3655 South State Street 41° 49′ 41″ N, 87° 37′ 34″ W | Douglas                                 | |
| 9     | Arthur H. Compton House                                              | Arthur H. Compton House                                              | 1976 ID-Nr. 76000687 | 5637 South Woodlawn Avenue 41° 47′ 31″ N, 87° 35′ 47″ W | Hyde Park                               | |
| 10    | Cornell Square                                                       | Cornell Square                                                       | 2005 ID-Nr. 05000875 | 1809 West 50th Street 41° 48′ 8″ N, 87° 40′ 16″ W | New City                                | |
| 11    | Davis Square                                                         | Davis Square                                                         | 2003 ID-Nr. 03000787 | Abgegrenzt durch West 44th Street, West 45th Street, South Marshfield Avenue und South Hermitage Avenue 41° 48′ 47″ N, 87° 40′ 3″ W | New City                                | |
| 12    | Oscar Stanton De Priest House                                        | Oscar Stanton De Priest House                                        | 1975 ID-Nr. 75000646 | 4536-4538 South Dr. Martin Luther King, Jr. Drive 41° 48′ 42″ N, 87° 37′ 5″ W | Grand Boulevard                         | |
| 13    | Douglas Tomb State Memorial                                          | Douglas Tomb State Memorial                                          | 1976 ID-Nr. 76000689 | 636 East 35th Street 41° 49′ 54″ N, 87° 36′ 30″ W | Douglas                                 | |
| 14    | East Park Towers                                                     | East Park Towers                                                     | 1986 ID-Nr. 86001197 | 5236-5252 South Hyde Park Boulevard 41° 47′ 59″ N, 87° 35′ 4″ W | Hyde Park                               | |
| 15    | Eighth Regiment Armory                                               | Eighth Regiment Armory                                               | 1986 ID-Nr. 86001096 | 3533 South Giles Avenue 41° 49′ 50″ N, 87° 37′ 10″ W | Douglas                                 | |
| 16    | Chicago Pile                                                         | Chicago Pile                                                         | 1966 ID-Nr. 66000314 | South Ellis Avenue zwischen East 56th Street und 57th Street 41° 47′ 33″ N, 87° 36′ 4″ W | Hyde Park                               | |
| 17    | Flamingo-on-the-Lake Apartments                                      | Flamingo-on-the-Lake Apartments                                      | 1986 ID-Nr. 86001194 | 5500-5520 South Shore Drive 41° 47′ 41″ N, 87° 34′ 51″ W | Hyde Park                               | |
| 18    | Four Nineteen Building                                               | Four Nineteen Building                                               | 1999 ID-Nr. 99000973 | 419 East 83rd Street 41° 44′ 41″ N, 87° 36′ 8″ W | Chatham                                 | |
| 19    | Fuller Park                                                          | Fuller Park                                                          | 2002 ID-Nr. 02001347 | 331 West 45th Street 41° 48′ 46″ N, 87° 38′ 3″ W | Fuller Park                             | |
| 20    | Garden Homes Historic District                                       | Garden Homes Historic District                                       | 2005 ID-Nr. 05000108 | Abgegrenzt durch South Wabash Avenue, East 87th Street, South Indiana Avenue und East 89th Street 41° 44′ 11″ N, 87° 37′ 18″ W | Chatham                                 | |
| 21    | Goldblatt Bros. Department Store                                     | Goldblatt Bros. Department Store                                     | 2006 ID-Nr. 06001016 | 4700 South Ashland Avenue 41° 48′ 30″ N, 87° 39′ 55″ W | New City                                | |
| 22    | Grand Crossing Park                                                  | Grand Crossing Park                                                  | 2006 ID-Nr. 06000678 | 7655 South Ingleside Avenue 41° 45′ 25″ N, 87° 36′ 1″ W | Greater Grand Crossing                  | |
| 23    | John W. Griffiths Mansion                                            | John W. Griffiths Mansion                                            | 1982 ID-Nr. 82002528 | 3806 South Michigan Avenue 41° 49′ 32″ N, 87° 37′ 26″ W | Douglas                                 | |
| 24    | Hamilton Park                                                        | Hamilton Park                                                        | 1995 ID-Nr. 95000487 | 513 West 72nd Street 41° 45′ 42″ N, 87° 38′ 14″ W | Englewood                               | |
| 25    | Anton E. Hanson House                                                |                                                                      | 2006 ID-Nr. 06000008 | 7610 South Ridgeland Avenue 41° 45′ 31″ N, 87° 34′ 57″ W | South Shore                             | |
| 26    | Isadore H. Heller House                                              | Isadore H. Heller House                                              | 1972 ID-Nr. 72000450 | 5132 South Woodlawn Avenue 41° 48′ 5″ N, 87° 35′ 35″ W | Hyde Park                               | |
| 27    | Charles Hitchcock Hall                                               | Charles Hitchcock Hall                                               | 1974 ID-Nr. 74000751 | 1009 East 57th Street 41° 47′ 28″ N, 87° 36′ 3″ W | Hyde Park                               | |
| 28    | Hotel Del Prado                                                      | Hotel Del Prado                                                      | 1986 ID-Nr. 86001195 | 5307 South Hyde Park Boulevard 41° 47′ 58″ N, 87° 35′ 2″ W | Hyde Park                               | |
| 29    | Hotel Windermere East                                                | Hotel Windermere East                                                | 1982 ID-Nr. 82000391 | 1642 East 56th Street 41° 47′ 35″ N, 87° 35′ 0″ W | Hyde Park                               | |
| 30    | Hyde Park-Kenwood Historic District                                  | Hyde Park-Kenwood Historic District                                  | 1979 ID-Nr. 79000824 | Abgegrenzt durch East 47th Street, East 59th Street, South Cottage Grove Avenue und South Lake Park Avenue; erste Erweiterung um 821-829 und 816-826 East 49th Street; zweite Erweiterung um 825-833 und 837-849 East 52nd Street 41° 47′ 53″ N, 87° 35′ 51″ W | Hyde Park und Kenwood                   | Erste Erweiterung im Jahr 1984, zweite Erweiterung 1986                                             |
| 31    | Illinois Institute of Technology Academic Campus                     | Illinois Institute of Technology Academic Campus                     | 2005 ID-Nr. 05000871 | Abgegrenzt durch 31st Street, State Street, 35th Street und Dan Ryan Expressway 41° 50′ 6″ N, 87° 37′ 42″ W | Douglas                                 | |
| 32    | Jackson Park Historic Landscape District and Midway Plaisance        | Jackson Park Historic Landscape District and Midway Plaisance        | 1972 ID-Nr. 72001565 | Jackson Park, Washington Park und Midway Plaisance Roadway 41° 46′ 48″ N, 87° 34′ 38″ W | Hyde Park, Washington Park und Woodlawn | |
| 33    | Jackson Shore Apartments                                             | Jackson Shore Apartments                                             | 2010 ID-Nr. 10000175 | 5490 South Shore Drive 41° 47′ 43,8″ N, 87° 34′ 51,1″ W | Hyde Park                               | |
| 34    | Jeffery-Cyril Historic District                                      |                                                                      | 1986 ID-Nr. 86001007 | 7146-7148 und 7128-7138 South Cyril Avenue, 7144-7148, 7147 und 7130 South Jeffery Boulevard sowie 1966-1974 East 71st Place 41° 45′ 53″ N, 87° 34′ 36″ W | South Shore                             | |
| 35    | Kehilath Anshe Ma'ariv Synagogue                                     | Kehilath Anshe Ma'ariv Synagogue                                     | 1973 ID-Nr. 73000696 | 3301 South Indiana Avenue 41° 50′ 4″ N, 87° 37′ 20″ W | Douglas                                 | |
| 36    | Sydney Kent House                                                    | Sydney Kent House                                                    | 1977 ID-Nr. 77000477 | 2944 South Michigan Avenue 41° 50′ 26″ N, 87° 37′ 27″ W | Douglas                                 | |
| 37    | Kenwood Evangelical Church                                           | Kenwood Evangelical Church                                           | 1991 ID-Nr. 91000570 | 4600-4608 South Greenwood Avenue 41° 48′ 41″ N, 87° 36′ 0″ W | Kenwood                                 | |
| 38    | Lake-Side Terrace Apartments                                         |                                                                      | 1984 ID-Nr. 84000289 | 7425-7427 South South Shore Drive 41° 45′ 44″ N, 87° 33′ 25″ W | South Shore                             | |
| 39    | Frank R. Lillie House                                                | Frank R. Lillie House                                                | 1976 ID-Nr. 76000696 | 5801 South Kenwood Avenue 41° 47′ 22″ N, 87° 35′ 34″ W | Hyde Park                               | |
| 40    | Mayfair Apartments                                                   | Mayfair Apartments                                                   | 1986 ID-Nr. 86001198 | 1650-1666 East 56th Street 41° 47′ 43″ N, 87° 35′ 3″ W | Hyde Park                               | |
| 41    | Allan Miller House                                                   | Allan Miller House                                                   | 1991 ID-Nr. 91001082 | 7121 South Paxton Avenue 41° 45′ 57″ N, 87° 34′ 16″ W | South Shore                             | |
| 42    | Robert A. Millikan House                                             | Robert A. Millikan House                                             | 1976 ID-Nr. 76000699 | 5605 South Woodlawn Avenue 41° 47′ 34″ N, 87° 35′ 47″ W | Hyde Park                               | |
| 43    | The Narragansett                                                     | The Narragansett                                                     | 2005 ID-Nr. 05000107 | 1640 East 50th Street 41° 48′ 16″ N, 87° 35′ 5″ W | Kenwood                                 | |
| 44    | Old Stone Gate of Chicago Union Stockyards                           | Old Stone Gate of Chicago Union Stockyards                           | 1972 ID-Nr. 72000451 | West Exchange Avenue Ecke South Peoria Street 41° 49′ 7″ N, 87° 38′ 54″ W | New City                                | |
| 45    | Overton Hygienic Building                                            | Overton Hygienic Building                                            | 1986 ID-Nr. 86001091 | 3619-3627 South State Street 41° 49′ 41″ N, 87° 37′ 34″ W | Douglas                                 | |
| 46    | Palmer Park                                                          | Palmer Park                                                          | 2007 ID-Nr. 07000855 | 201 East 111th Street 41° 41′ 33,3″ N, 87° 37′ 5,6″ W | Roseland                                | |
| 47    | Parkway Garden Homes                                                 |                                                                      | 2011 ID-Nr. 11000848 | 6330-6546 South Dr. Martin Luther King Jr Drive 41° 46′ 36″ N, 87° 36′ 59″ W | Greater Grand Crossing                  | |
| 48    | Poinsettia Apartments                                                | Poinsettia Apartments                                                | 1986 ID-Nr. 86001199 | 5528 South Hyde Park Boulevard 41° 47′ 39″ N, 87° 35′ 3″ W | Hyde Park                               | |
| 49    | Promontory Apartments                                                | Promontory Apartments                                                | 1996 ID-Nr. 96001281 | 5530-5532 South Shore Drive 41° 47′ 39″ N, 87° 34′ 51″ W | Hyde Park                               | |
| 50    | Pullman Historic District                                            | Pullman Historic District                                            | 1969 ID-Nr. 69000054 | Abgegrenzt durch East 103rd Street, Gleise von C.S.S. und S.B. Railroad, East 115th Street und South Cottage Grove Avenue 41° 41′ 50″ N, 87° 36′ 34″ W | Pullman                                 | |
| 51    | Ridge Historic District                                              | Ridge Historic District                                              | 1976 ID-Nr. 76000703 | Abgegrenzt durch West 87th Street, South Prospect Avenue, South Homewood Avenue, West 115th Street, South Lothair Avenue, South Hamilton Avenue und South Western Avenue 41° 42′ 36″ N, 87° 40′ 13″ W                                                          | Beverly und Morgan Park                 | |
| 52    | Frederick C. Robie House                                             | Frederick C. Robie House                                             | 1966 ID-Nr. 66000316 | 5757 South Woodlawn Avenue 41° 47′ 23″ N, 87° 35′ 45″ W | Hyde Park                               | |
| 53    | Martin Roche-John Tait House                                         | Martin Roche-John Tait House                                         | 2000 ID-Nr. 00001338 | 3614 South Dr. Martin Luther King Jr. Drive 41° 49′ 46″ N, 87° 37′ 4″ W | Douglas                                 | |
| 54    | Robert Roloson Houses                                                | Robert Roloson Houses                                                | 1977 ID-Nr. 77000479 | 3213-3219 South Calumet Avenue 41° 50′ 8″ N, 87° 37′ 4″ W | Douglas                                 | |
| 55    | Room 405, George Herbert Jones Laboratory, The University of Chicago | Room 405, George Herbert Jones Laboratory, The University of Chicago | 1967 ID-Nr. 67000005 | S. Ellis Avenue zwischen East 57th Street und 58th Street 41° 47′ 25″ N, 87° 36′ 4″ W | Hyde Park                               | Das Laboratorium, in dem zuerst das Element Plutonium isoliert und dessen Atommasse ermittelt wurde |
| 56    | Rosenwald Apartment Building                                         | Rosenwald Apartment Building                                         | 1981 ID-Nr. 81000218 | 4618 - 4646 South Michigan Avenue 41° 48′ 37″ N, 87° 37′ 26″ W | Grand Boulevard                         | |
| 57    | S.R. Crown Hall                                                      | S.R. Crown Hall                                                      | 2001 ID-Nr. 01001049 | 3360 South State Street 41° 50′ 0,9″ N, 87° 37′ 36,3″ W | Douglas                                 | |
| 58    | St. Thomas Church and Convent                                        | St. Thomas Church and Convent                                        | 1978 ID-Nr. 78001132 | 5472 South Kimbark Avenue 41° 47′ 44″ N, 87° 35′ 43″ W | Hyde Park                               | |
| 59    | Schulze Baking Company Plant                                         | Schulze Baking Company Plant                                         | 1982 ID-Nr. 82000393 | 40 East Garfield Boulevard 41° 47′ 44″ N, 87° 37′ 29″ W | Washington Park                         | |
| 60    | Sherman Park                                                         | Sherman Park                                                         | 1990 ID-Nr. 90000745 | Abgegrenzt durch West 52nd Street, South Racine Avenue, West Garfield Boulevard und South Loomis Street 41° 47′ 48″ N, 87° 39′ 18″ W | New City                                | |
| 61    | Shoreland Hotel                                                      | Shoreland Hotel                                                      | 1986 ID-Nr. 86001201 | 5450-5484 South Shore Drive 41° 47′ 45″ N, 87° 34′ 52″ W | Hyde Park                               | |
| 62    | South Park Manor Historic District                                   | South Park Manor Historic District                                   | 2004 ID-Nr. 04000076 | Abgegrenzt durch South Dr. Martin Luther King Jr. Drive, South State Street, East 75th Street und East 79th Street 41° 45′ 25″ N, 87° 37′ 9″ W | Greater Grand Crossing                  | |
| 63    | South Shore Beach Apartments                                         | South Shore Beach Apartments                                         | 1978 ID-Nr. 78001131 | 7321 South South Shore Drive 41° 45′ 50″ N, 87° 33′ 34″ W | South Shore                             | |
| 64    | South Shore Bungalow Historic District                               |                                                                      | 2008 ID-Nr. 08001168 | Abgegrenzt durch South Crandon Avenue, East 78th Street, South Clyde Avenue und East 75th Street 41° 45′ 12,6″ N, 87° 34′ 7,2″ W | South Shore                             | |
| 65    | South Shore Country Club                                             | South Shore Country Club                                             | 1975 ID-Nr. 75000652 | 7059 South South Shore Drive 41° 46′ 11″ N, 87° 33′ 46″ W | South Shore                             | |
| 66    | Spiegel Office Building                                              | Spiegel Office Building                                              | 2009 ID-Nr. 09000025 | 1038 West 35th Street 41° 49′ 50″ N, 87° 39′ 9″ W | Bridgeport                              | |
| 67    | Sutherland Hotel                                                     | Sutherland Hotel                                                     | 2011 ID-Nr. 11000243 | 4659 South Drexel Boulevard 41° 48′ 35″ N, 87° 36′ 12″ W | Kenwood                                 | |
| 68    | Swift House                                                          | Swift House                                                          | 1978 ID-Nr. 78001133 | 4500 South Michigan Avenue 41° 48′ 47″ N, 87° 37′ 24″ W | Grand Boulevard                         | |
| 69    | Lorado Taft Midway Studios                                           | Lorado Taft Midway Studios                                           | 1966 ID-Nr. 66000317 | 6016 South Ingleside Avenue 41° 47′ 8″ N, 87° 36′ 13″ W | Woodlawn                                | |
| 70    | Trumbull Park                                                        | Trumbull Park                                                        | 1995 ID-Nr. 95000486 | 2400 East 105th Street 41° 42′ 23″ N, 87° 33′ 52″ W | South Deering                           | |
| 71    | U 505                                                                | U 505                                                                | 1989 ID-Nr. 89001231 | Jackson Park 41° 47′ 31″ N, 87° 34′ 55″ W | Hyde Park                               | |
| 72    | Unity Hall                                                           | Unity Hall                                                           | 1986 ID-Nr. 86001092 | 3140 South Indiana Avenue 41° 50′ 16″ N, 87° 37′ 21″ W | Douglas                                 | |
| 73    | University Apartments                                                | University Apartments                                                | 2005 ID-Nr. 04001301 | 1401 und 1451 East 55th Street sowie 1401 und 1450 East 55th Place 41° 47′ 50″ N, 87° 35′ 27″ W | Hyde Park                               | |
| 74    | Victory Sculpture                                                    | Victory Sculpture                                                    | 1986 ID-Nr. 86001089 | East 35th Street Ecke South Dr. Martin Luther King Jr. Drive 41° 49′ 52″ N, 87° 37′ 3″ W | Douglas                                 | |
| 75    | Wabash Avenue YMCA                                                   | Wabash Avenue YMCA                                                   | 1986 ID-Nr. 86001095 | 3763 South Wabash Avenue 41° 49′ 33″ N, 87° 37′ 29″ W | Douglas                                 | |
| 76    | Washington Park                                                      | Washington Park                                                      | 2004 ID-Nr. 04000871 | 5531 South Dr. Martin Luther King Jr. Drive 41° 47′ 45″ N, 87° 36′ 40″ W | Washington Park                         | |
| 77    | Ida B. Wells-Barnett House                                           | Ida B. Wells-Barnett House                                           | 1974 ID-Nr. 74000757 | 3624 South Dr. Martin Luther King Jr. Drive 41° 49′ 47″ N, 87° 37′ 3″ W | Douglas                                 | |
| 78    | West Chatham Bungalow Historic District                              | West Chatham Bungalow Historic District                              | 2010 ID-Nr. 10000176 | Abgegrenzt durch South Perry Avenue, South 82nd Street, South Stewart Avenue und West 79th Street 41° 44′ 53,4″ N, 87° 37′ 50,1″ W | Chatham                                 | |
| 79    | Dr. Daniel Hale Williams House                                       | Dr. Daniel Hale Williams House                                       | 1975 ID-Nr. 75000655 | 445 East 42nd Street 41° 49′ 7″ N, 87° 36′ 55″ W | Grand Boulevard                         | |
| 80    | The Yale                                                             | The Yale                                                             | 1998 ID-Nr. 98000178 | 6565 South Yale Avenue 41° 46′ 28″ N, 87° 37′ 53″ W | Englewood                               | |